# Sątopy (Nowy Tomyśl)

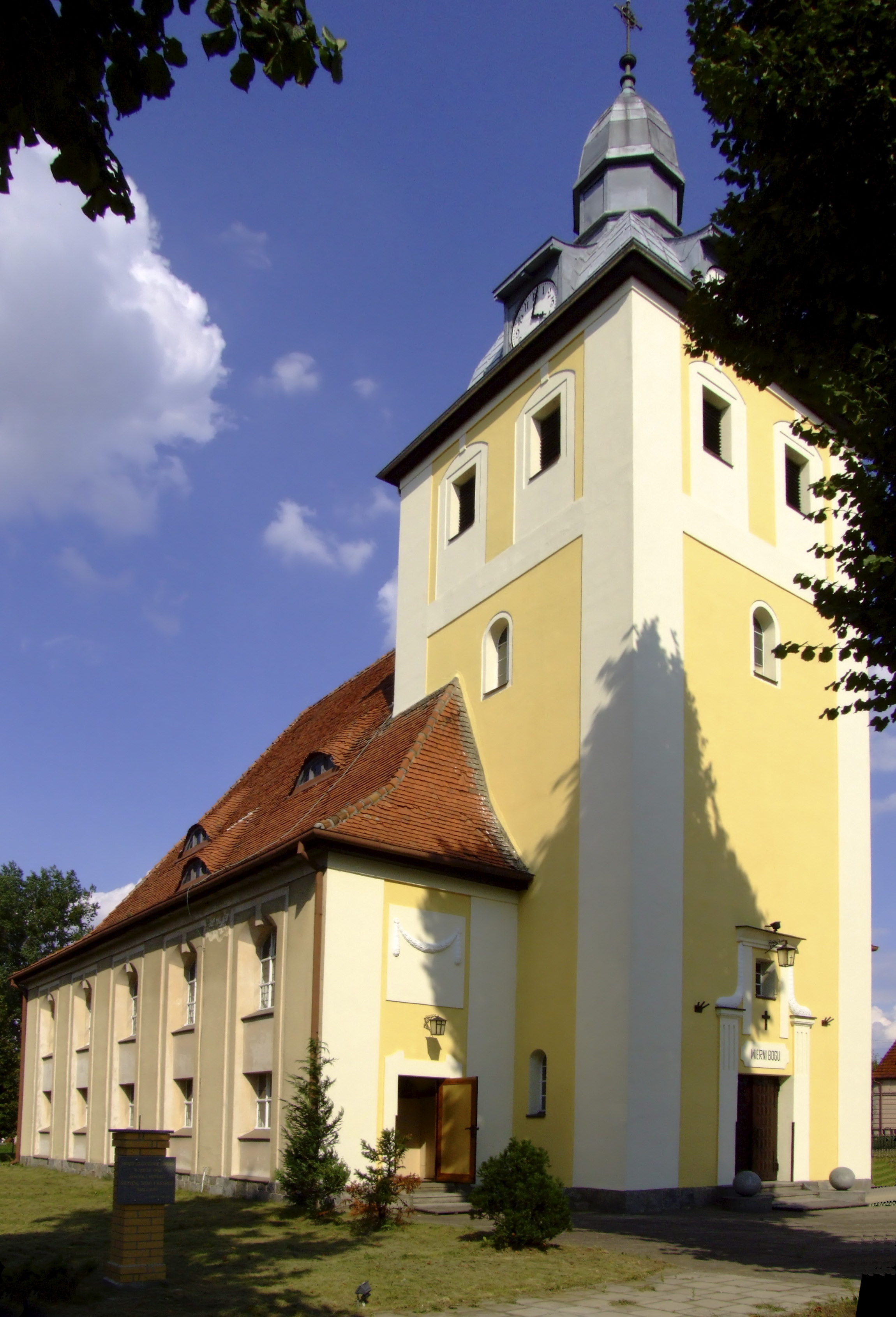
Dorfkirche in Sątopy

Sątopy (deutsch: Sontop) ist ein Dorf im Powiat Nowotomyski, Woiwodschaft Großpolen. Es gehört zur Gmina Nowy Tomyśl. Der Ort liegt 6 Kilometer östlich von Nowy Tomyśl und 49 Kilometer westlich von Posen. Das Dorf wurde 1508 das erste Mal erwähnt. Im 18. Jahrhundert siedelte hier der Besitzer Ludwik Szołdrski die Hauländer an. Das war aber keine Streusiedlung wie andere Hauländersiedlungen in der Gegend, sondern eine geschlossene Ortschaft. Mit dem Bau der Märkisch-Posener Eisenbahn (Bahnstrecke Frankfurt (Oder)–Poznań) bekam Sontop die Eisenbahnstation, die rund 2 Kilometer südlich liegt. Bei der ersten Volkszählung im wiedererstandenen Polen im Jahre 1921 gab es hier 114 Wohnhäuser mit 624 Bewohnern, 566 waren evangelisch und 58 katholisch; nach der Volkszugehörigkeit waren 564 deutsch und 60 polnisch. Die ehemalige evangelische Dorfkirche wurde nach 1945 durch die katholische Kirche übernommen.

## Persönlichkeiten
- Harry Pflaum (* 1934 in Sontop; † 2012 in Berlin), deutscher Gebrauchsgrafiker und Maler